# Gemert-Bakel
Gemert-Bakel ist eine niederländische Gemeinde im Süden des Landes in der Provinz Noord-Brabant.
Sie hat 31.534 Einwohner (Stand 1. Januar 2025) und eine Fläche von 123,34 km².
Die Gemeinde entstand 1997 durch den Zusammenschluss der bis dahin selbständigen Gemeinden Gemert (das der größte Ortsteil und der Verwaltungssitz ist), Bakel und Milheeze.

## Orte
In Klammern die ungefähre Einwohnerzahl (Stand: 1. Januar 2024).
- Gemert (17.210)
- Bakel (6090)
- Milheeze (2290)
- De Mortel (1695)
- De Rips (1170)
- Elsendorp (1110)
- Handel (1870)

## Lage und Wirtschaft

### Verkehr
Gemert-Bakel grenzt im Süden an die Stadt Helmond; Eindhoven liegt 20 Kilometer (km) südwestlich, Nijmegen 34 km nordnordöstlich und Amsterdam 102 km nordwestlich (alle Angaben in Luftlinie von Gemert bis zu den jeweiligen Stadtzentren).
Die nächsten Autobahnabfahrten befinden sich im Süden bei Someren an der A67 (E34), im Osten bei Boxmeer an der A73 und im Westen bei Best an der A2 (E25).
In Helmond, Deurne, Eindhoven, Best, Venray und Boxmeer befinden sich die nächsten Bahnstationen; Autobusverbindungen gibt es u. a. mit Helmond, Uden und Eindhoven. Bei Eindhoven und Rotterdam befinden sich Flughäfen von eher regionaler Bedeutung.

### Wirtschaft
Auf dem Industriegelände nordöstlich des Gemerter Ortskernes befindet sich der Hauptsitz einer bedeutenden Fabrik, die aus Kunststoff Dachbedeckungen und andere Baumaterialien herstellt. Außerdem gibt es dort viele kleingewerbliche Unternehmen. Die Landwirtschaft, u. a. Schweinemastbetriebe, ist in der Gemeinde sehr bedeutend. Auch der Tourismus wird immer wichtiger. In der Gemeinde leben viele Pendler, die in den umliegenden Städten einen Arbeitsplatz haben.

## Geschichte
Das Gebiet der ehemaligen Gemeinden Bakel und Milheeze wurde, wie aus archäologischen Funden hervorgeht, bereits um 10.000 v. Chr. von Menschen durchstreift. Auch wurden einige Münzen und Teile einer Soldatenausrüstung aus der Römerzeit gefunden.
Das Dorf Bakel wurde 714 erstmals urkundlich erwähnt. Der Name soll aus baka-lo für „Sandrücken“ oder „Waldstück“ (vergleiche englisch back, „Rücken“), entstanden sein.
Schon bald entwickelte sich hier eine Verehrung des heiligen Willibrord, dem schon bald eine Kirche geweiht wurde. Im Ort Handel entstand 1368 unter Einfluss des in Gemert herrschenden Deutschen Ordens die heute noch lebendige Tradition der Wallfahrt zur dortigen Liebfrauenkirche. Im 16. Jahrhundert kam ein zweites Reiseziel für Pilger hinzu: die (bis etwa 1960 vor allem bei als Zigeuner bezeichneten Menschen) beliebte Kapelle der hl. Maria Magdalena von Esdonk.
Anders als Gemert selbst, kamen die anderen Orte nach dem Westfälischen Frieden von 1648 unter niederländischer, also calvinistischer Herrschaft. Das hatte zur Folge, dass der Römisch-Katholische Glaube bis 1804 verboten war. Die Katholiken, die nach wie vor die Mehrheit der Bevölkerung bilden, hatten nur eine sogenannte Schuilkerk zur Verfügung. Das ist eine illegale, als ein anderes Gebäude getarnte Kirche. Im 19. Jahrhundert endete diese Diskriminierung.
Die meisten Menschen in dieser ganzen Gegend waren bis etwa 1920 Torfstecher und Bauern, die wegen der unfruchtbaren Moor- und Sandböden nur ein karges Dasein hatten. Etwa ab 1875 wurde ein Teil des Moores de Peel zum Teil in Wald (für die Holzproduktion), zum Teil auch in Äcker und Wiesen umgewandelt. Die Anwendung von Kunstdünger nach dem Zweiten Weltkrieg trug erheblich zur Verbesserung der Lage der Bauern bei.
Im Rahmen dieser Urbarmachung entstanden um 1875 die Siedlung De Rips um einen Bauernhof gleichen Namens, und um 1910 Elsendorp, benannt nach einem damaligen Pfarrer.
Der Kern des Peel blieb als Naturschutzgebiet erhalten.

## Sehenswürdigkeiten
- Das Schloss am Westrand von Gemert wurde von den Rittern des Deutschen Ordens erbaut; im Sommer veranstaltet der VVV (der Fremdenverkehrsverein) ab und zu Schlossführungen.
- Die 1695 erbaute, kleine Kapelle in Esdonk (3 km westlich von Handel, 3 km nordwestlich von Gemert) ist ein Wallfahrtsort der heiligen Maria Magdalena. Aber auch ein Bild des verstorbenen Christus, das als wundertätig gilt, wird verehrt. Menschen, die an Hauterkrankungen leiden, opfern hier nicht nur Gebete, sondern auch rostige Nägel.
- Die Wallfahrtskirche der Heiligen Jungfrau Maria in Handel ist jedes Jahr noch Ziel vieler Pilger.
- Die aus dem 15. Jahrhundert stammende Willibrordiskirche in Bakel.
- In Bakel und Milheeze stehen bemerkenswerte Windmühlen.
- Die Johanniskirche in Gemert.
- Die Wald-, Moor- und Heidegebiete, darunter Stippelberg bei De Rips, und in der Umgebung das Naturschutzgebiet Groote Peel.

## Politik
Die Kommunalwahl des Jahres 2018 gewann die CDA mit deutlichem Abstand von rund 25 Prozent. In der Legislaturperiode 2018–2022 ist diese Bestandteil einer Koalition mit der Dorpspartij.

### Gemeinderat
Der Gemeinderat wird seit der Gründung von Gemert-Bakel folgendermaßen gebildet:
| Partei                      | Sitze | Sitze | Sitze | Sitze | Sitze | Sitze | Sitze | Sitze |
| Partei                      | 1996  | 1999  | 2002  | 2006  | 2010  | 2014  | 2018  | 2022  |
| --------------------------- | ----- | ----- | ----- | ----- | ----- | ----- | ----- | ----- |
| CDA                         | 10    | 8     | 10    | 8     | 7     | 9     | 11    | 8     |
| Dorpspartij                 | 3     | 4     | 4     | 3     | 4     | 4     | 4     | 4     |
| Lokale Realisten a          | –     | –     | –     | –     | 8     | 5     | 4     | 3     |
| D66 b                       | 0     | –     | –     | –     | 0     | 1     | 4     | 2     |
| Sociaal Gemert-Bakel        | –     | –     | –     | –     | –     | –     | –     | 3     |
| VVD                         | –     | 1     | 2     | 1     | 1     | 0     | 1     | 3     |
| PvdA b                      | –     | –     | –     | 4     | 1     | 1     | 0     | 0     |
| SP                          | –     | –     | –     | –     | –     | –     | 3     | –     |
| Ouderen Politiek Actief     | –     | –     | –     | –     | –     | 1     | –     | –     |
| Fier & Actief c             | –     | –     | 3     | 1     | 0     | –     | –     | –     |
| Lokaal Liberaal a           | –     | –     | –     | 2     | –     | –     | –     | –     |
| Realisten 2006 a            | –     | –     | –     | 1     | –     | –     | –     | –     |
| Actief Dorpsbelang          | 4     | 3     | 2     | 1     | –     | –     | –     | –     |
| Progressieve Samenwerking b | 2     | 2     | 2     | –     | –     | –     | –     | –     |
| Lijst Van Ekert c           | 1     | 2     | –     | –     | –     | –     | –     | –     |
| Gemert Aktief c             | 1     | 1     | –     | –     | –     | –     | –     | –     |
| Gesamt                      | 21    | 21    | 21    | 21    | 21    | 21    | 23    | 23    |

Anmerkungen

### College van B&W
Die Wahlsieger der CDA sind mit drei Beigeordneten im College van burgemeester en wethouders der Gemeinde Gemert-Bakel vertreten, während die Dorpspartij einen Beigeordneten zur Verfügung stellt. Folgende Personen gehören zum Kollegium und sind in folgenden Bereichen zuständig:
| Funktion         | Name                       | Partei      | Ressort | Anmerkung                        |
| ---------------- | -------------------------- | ----------- | --- | -------------------------------- |
| Bürgermeister    | Michiel van Veen           | VVD         | Koordinierung der Politik, allgemeine und administrative Angelegenheiten, öffentliche Ordnung, integrale Sicherheitspolitik, Koordination und Vollstreckung, Personal und Organisation, Informationsversorgung, Veranstaltungen und Gaststättenbetrieb, Kirmessen und Märkte, Gemeindearchiv, Dienstleistung | seit dem 1. Dezember 2016 im Amt |
| Beigeordnete     | Anke van Extel-van Katwijk | CDA         | Raumplanung, vitales Land, Bauen und Umwelt, Denkmäler, öffentliche Verwaltung, Landschaftspflege | stellvertretende Bürgermeisterin |
| Beigeordnete     | Inge van Dijk              | CDA         | Wirtschaftswesen, Erholung und Tourismus, Mobilität, Verkehr und Parken, Dorfräte, Bürgerpartizipation, Kommunikation, Müll, Sport, Spielmöglichkeiten, Zentrumsentwicklung Bakel | –                                |
| Beigeordnete     | Wilmie Steeghs             | Dorpspartij | Jugendhilfe, Sozialhilfegesetz, Partizipationsgesetz, Schulddienstleistung, Armutspolitik, Einbürgerung, Bildung, Volksgesundheit, Kultur | –                                |
| Beigeordnete     | Miranda de Ruiter-van Hoof | CDA         | Finanzen, Betrieb von Baugrundstücken, Grundgeschäfte und -ankäufe, Immobilien, Wohnungswesen, Nachhaltigkeit, Schloss | –                                |
| Gemeindesekretär | Ad van Oudheusden          | —           | — | seit Juni 2018 im Amt            |